# Carex vallis-pulchrae
Espèce
Classification phylogénétique
Carex vallis-pulchrae est une espèce des plantes du genre Carex et de la famille des Cyperaceae.